# (4638) Estens
(4638) Estens es un asteroide perteneciente al cinturón de asteroides, descubierto el 2 de marzo de 1989 por Robert H. McNaught desde el Observatorio de Siding Spring, Nueva Gales del Sur, Australia.

## Designación y nombre
Designado provisionalmente como 1989 EG. Fue nombrado Estens en honor a John (Jack) Locke Estens profesor de astronomía en Australia. Tras ganarse la vida de agricultor, una vez jubilado se dedicó a enseñar astronomía en la sala de conferencias del observatorio construido con sus medios en Gilgandra, N.S.W. Inaugurado en 1975, el observatorio registró un flujo constante de visitantes hasta su segunda jubilación en el año 1996.

## Características orbitales
Estens está situado a una distancia media del Sol de 2,193 ua, pudiendo alejarse hasta 2,391 ua y acercarse hasta 1,995 ua. Su excentricidad es 0,090 y la inclinación orbital 3,505 grados. Emplea 1186 días en completar una órbita alrededor del Sol.

## Características físicas
La magnitud absoluta de Estens es 13,6. Tiene 4,595 km de diámetro y su albedo se estima en 0,21.